# Basel
Basel (fransk: Bâle; italiensk og spansk: Basilea; engelsk: Basle eller Basel) er Schweiz' tredjestørste by med 173.552(2022) indbyggere, mens byen har 690.000, hvis man medregner forstæder. Basel ligger i det nordvestlige Schweiz ved bredden af Rhinen. Byen er et stort industricenter for kemisk og farmaceutisk industri. Basel grænser op til både Tyskland og Frankrig.
Basel betragtes almindeligvis som den kulturelle hovedstad i Schweiz. Basel er berømt for sine mange museer, lige fra Kunstmuseum, den første kunstsamling, der er tilgængelig for offentligheden i verden (1661) og det største kunstmuseum i Schweiz, til Fondation Beyeler og Museum of Samtidskunst (Basel), det første offentlige museum for samtidskunst i Europa. Fyrre museer er spredt over hele bykantonen, hvilket gør Basel til et af de største kulturcentre i forhold til dets størrelse og befolkning i Europa.
Universitetet i Basel, Schweiz ældste universitet (grundlagt i 1460) og byens århundreder lange engagement i humanisme, har gjort Basel til et sikkert tilflugtssted til tider med politisk uro i andre dele af Europa for så bemærkelsesværdige mennesker som Erasmus af Rotterdam, Holbein-familien, Friedrich Nietzsche, og i det 20. århundrede også Hermann Hesse og Karl Jaspers.
I 2020 blev Basel rangeret blandt de ti mest levedygtige byer i verden af Mercer sammen med Zürich og Genève.